# Gare d'El Milia
La gare d'El Milia est une gare ferroviaire algérienne située sur le territoire de la commune d'El Milia, dans la wilaya de Jijel.

## Situation ferroviaire
La gare est située au nord de la ville d'El Milia, sur la ligne de Ramdane Djamel à Jijel. Elle est précédée de la gare de Settara et suivie de celle d'El Ancer.

## Service des voyageurs

### Desserte
La gare d'El Milia est desservie par les trains régionaux de la liaison Constantine - Jijel,.